# Dithmarsen-Kaserne
Die Dithmarsen-Kaserne war eine Garnison der Bundeswehr in Albersdorf, Kreis Dithmarschen, Schleswig-Holstein. Sie beherbergte zwischen 1964 und 2007 hauptsächlich Artillerie-, ABC-Abwehr- und Pioniereinheiten. Sie umfasste eine Fläche von 34,97 Hektar. Nach der Aufgabe ihrer militärischen Nutzung siedelten sich auf dem Areal im Wesentlichen Gewerbebetriebe an. Ein Teil der Flächen dient dem Sport, der Erholung und der Freizeitgestaltung.

## Vorgeschichte, Bau und Stationierungen

### Planung und Errichtung
Als die neu gegründete Bundeswehr in der zweiten Hälfte der 1950er Jahre zusätzliche Standorte zur Stationierung von Verbänden suchte, äußerte der damalige Bundesverteidigungsminister Franz Josef Strauß, dass sich die Region Dithmarschen hierfür besonders gut eigne. Der Bundestagsabgeordnete der CDU Hermann Glüsing, der aus Wrohm stammte, ergriff gemeinsam mit den Landräten Carl Heinrich Hannemann (Kreis Norderdithmarschen) und Christoph Bernhard Schücking (Kreis Süderdithmarschen) die Initiative zur Schaffung von Bundeswehrstandorten. Am 10. August 1956 fand ein Gespräch mit der Landesregierung, Bürgermeistern und dem Wehrbereichskommando statt. Im Ergebnis wurden für Albersdorf und Meldorf je ein Bataillon vorgesehen. Heide (Holstein) sollte zur Heimat von zwei Bataillonen werden. Zudem war bereits ein gemeinsamer Standortübungsplatz bei Albersdorf gefunden, weil der Wehrbereichsverwaltung bereits Gutsflächen zum Kauf angeboten worden waren. Zwischen 1960 und 1963 entstand auf einem Gelände westlich von Albersdorf die Kasernenanlage als erster Neubau in Dithmarschen nach dem Ende des Zweiten Weltkriegs. Daneben wurden 120 Wohnungen und 40 Wohnhäuser für die Bundeswehrangehörigen in der Gemeinde errichtet.

### Erste Stationierungen

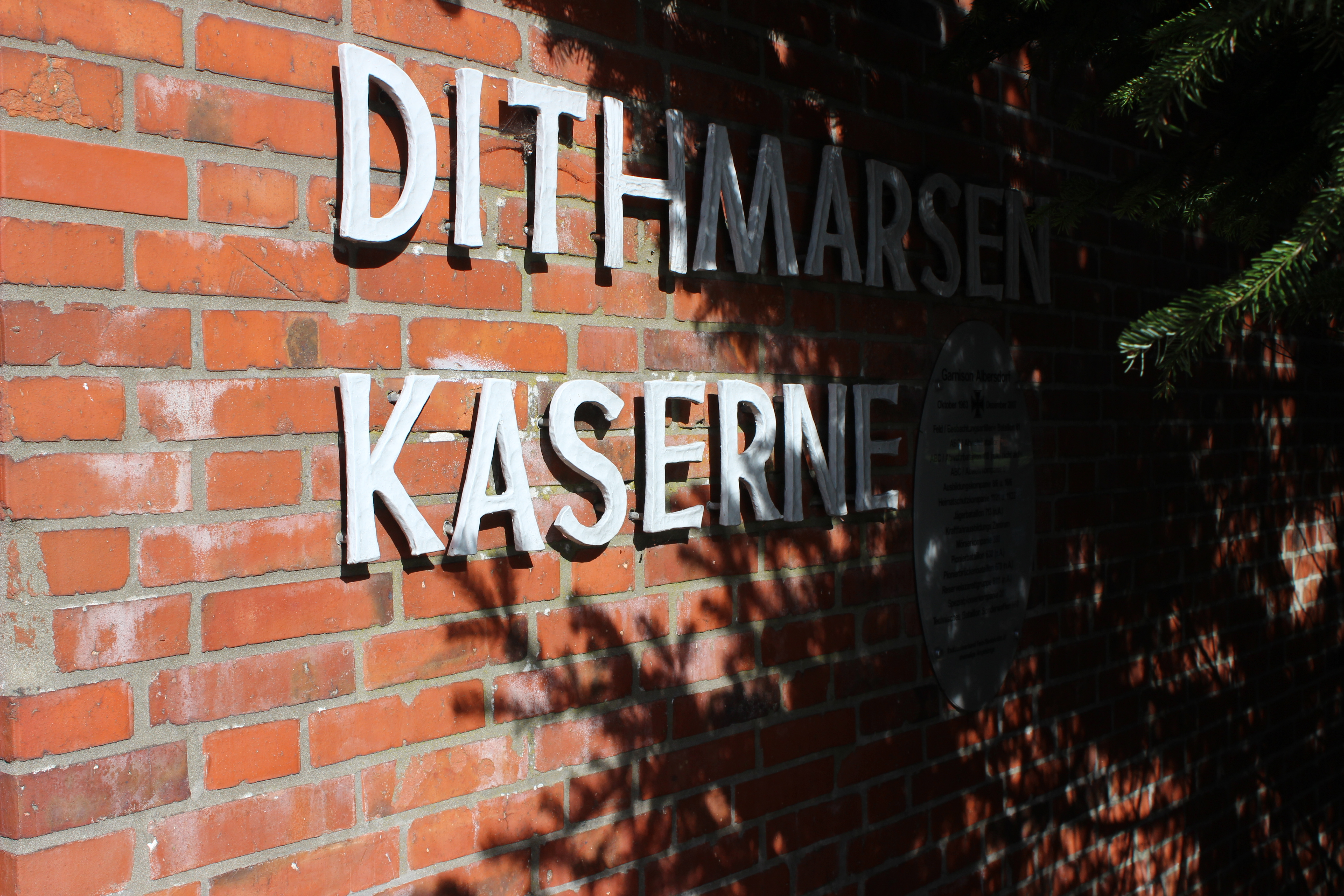
Erhaltener Namenszug der Dithmarsen-Kaserne in Albersdorf nach Aufgabe der militärischen Nutzung

Ab 1. November 1963 zog als erste Einheit das Feldartilleriebataillon 61 des Artillerieregiments 6 der 6. Panzergrenadierdivision in die neu errichtete Kaserne in Albersdorf ein. Diese am 1. April 1958 aus Teilen der I. und III./Feldartillerieregiment 1 als III./Feldartilleriebataillon 6 in der Grenzland-Kaserne in Flensburg aufgestellte Einheit war am 25. März 1959 nach Schleswig in die Kaserne Auf der Freiheit verlegt worden und hatte am 1. April 1959 ihren neuen Namen erhalten. Der Einzug in Albersdorf wurde am 1. Juli 1964 abgeschlossen. Am selben Tag wurde die Kaserne feierlich übergeben und zugleich ihr der Name "Dithmarsen-Kaserne" verliehen. An ihrem Standort verblieb das Bataillon auch über seine Umgliederung und Zusammenlegung mit dem Beobachtungsbataillon 63 am 1. April 1993 in Feld-/Beobachtungsartilleriebataillon 61 hinaus. Doch am 31. Dezember 1996 kam das Aus für das Bataillon.
Am 15. Februar 1964 wurde in der Kaserne in Albersdorf das Versorgungsbataillon Flugkörper Schleswig-Holstein 660 (später als Technisches Bataillon Sonderwaffen 660 bezeichnet) aufgestellt, da der geplante Standort in einer neu zu errichtenden Kaserne in Bredstedt noch nicht bezogen werden konnte. Am 11. April 1967 zog das Bataillon in die Wulf-Isebrand-Kaserne in Heide um. Nachdem aufgrund von Sparmaßnahmen im April 1968 die Stationierung des Bataillons in Bredstedt aufgegeben worden war, verlegte der Verband am 1. Februar 1972 nach Flensburg in die Briesen-Kaserne. Dort wurde das Bataillon am 1. Oktober 1975 zum Instandsetzungsbataillon 610 umgegliedert und zum 31. März 1997 aufgelöst.
Die Ausbildungsbatterie 16/6, die am 1. November 1962 in der Rantzau-Kaserne in Boostedt gebildet worden war, zog am 1. Oktober 1964 in die neu errichtete Dithmarsen-Kaserne nach Albersdorf um und wurde dem Feldartilleriebataillon 61 unterstellt.
Die Ausbildungskompanie 7/6 wurde am 1. September 1961 in der Rantzau-Kaserne in Boostedt aufgestellt. Diese Einheit verlegte zum 1. Januar 1968 in die Dithmarsen-Kaserne, wo sie 1970 aufgelöst wurde.
Die 1961 in der Schill-Kaserne in Lütjenburg aufgestellte Ausbildungskompanie 8/6 wurde am 1. April 1970 in die Dithmarsen-Kaserne nach Albersdorf verlegt und dem Feldartilleriebataillon 61 unterstellt. Am 15. November 1972 verlegte die Kompanie in die Liliencron-Kaserne nach Kellinghusen. Hier wurde sie zum 30. September 1979 aufgelöst.
Am 3. Juli 1970 schlug die Geburtsstunde der Mörserkompanie 380 in der Dithmarsen-Kaserne. 1971 wurde diese Einheit jedoch bereits verlegt und fand in der Wagrien-Kaserne auf dem Truppenübungsplatz Putlos einen neuen Standort. Die Kompanie wurde zum 31. März 1981 aufgelöst und ging im Feldartilleriebataillon 515 auf.

### Konzentration der ABC-Abwehr
Das Jahr 1971 brachte für die Dithmarsen-Kaserne weitere Nutzer. Fortan hatten auch ABC-Abwehreinheiten hier ihre Heimat. Die am 16. Oktober 1966 in der Von-Goeben-Kaserne in Stade aufgestellte ABC-Abwehrkompanie 70 verlegte am 1. März 1971 nach Albersdorf. Hier wurde sie am 1. April 1971 zur Aufstellung des teilaktiven ABC-Abwehrbataillon 610 herangezogen und aufgelöst. Die nichtaktive ABC-Abwehrkompanie 61, die am 1. Juli 1965 in der Fünf-Seen-Kaserne in Plön gebildet worden war, kam ebenfalls am 1. März 1971 in die Dithmarsen-Kaserne und wurde am 1. April 1971 in das ABC-Abwehrbataillon eingegliedert. Die beiden ABC-Abwehrzüge 160 und 170, die 1963 in der Fünf-Seen-Kaserne in Dienst gestellt worden waren, verlegten am 1. April 1971 nach Albersdorf und gingen unmittelbar im ABC-Abwehrbataillon 610 auf. Das so am 1. April 1971 in der Kaserne geschaffene teilaktive ABC-Abwehrbataillon 610 verfügte zunächst über 2 aktive und 2 gekaderte Kompanien. Am 1. April 1993 wurde es umgegliedert und verfügte nunmehr über 4 aktive und eine gekaderte Kompanie. Zum 31. Dezember 2007 wurde das Bataillon aufgelöst.
Die ABC-Abwehrkompanie 6 der 6. Panzergrenadierdivision, die am 1. April 1971 in der Rettberg-Kaserne in Eutin gebildet worden war, verlegte am 1. April 1972 nach Albersdorf. Am 31. März 1993 wurde sie aufgelöst. Sie ging in der 3./ABC-Abwehrbataillon 610 auf.
Am 1. Oktober 1982 wurde die AC-Kampfmitteluntersuchungsstelle 6000 als Geräteeinheit in der Stapelholmer Kaserne in Seeth aufgestellt und 1987 nach Albersdorf verlegt. Hier erfolgte am 31. März 1993 die Auflösung.

### Weitere Stationierungen ab Mitte der 1980er Jahre
Der für den Einsatz nuklearer Sprengköpfe am 1. Januar 1983 durch Teilung des bisherigen Artilleriespezialzuges 6 aufgestellte Artilleriespezialzug II/6 war zunächst in der Liliencron-Kaserne in Kellinghusen beheimatet. In der zweiten Hälfte der 1980er Jahre verlegte der Artilleriespezialzug II/6 nach Albersdorf. Am 28. Mai 1992 erfolgte der Abschluss der "atomaren Phase" durch einen Appell in Flensburg. Damit war das Aus für den Artilleriespezialzug II/6 besiegelt.
Die Fahrschulgruppe Albersdorf wurde am 1. Januar 1986 gebildet und am 1. April 1994 zum Kraftfahrausbildungszentrum Albersdorf umgegliedert, das zum 31. Dezember 2007 aufgelöst wurde.
Das am 1. April 1971 im Mobilmachungsstützpunkt Brickeln als Geräteeinheit aufgestellte schwere Pionierbataillon 630 wurde am 1. April 1981 zum Pionierbataillon 630 (GerEinh) umbenannt und kam 1988 in die Albersdorfer Dithmarsen-Kaserne, wo es zum 31. März 1993 aufgelöst wurde.
Die als Geräteeinheiten im Mobilmachungsstützpunkt Burg (Dithmarschen) eingelagerten Heimatschutzkompanien 1121 und 1122 wurden 1989 nach Albersdorf in die Dithmarsen-Kaserne verlegt.
Die als Geräteeinheit am 1. Oktober 1971 aufgestellte und im Mobilmachungsstützpunkt Burg (Dithmarschen) eingelagerte schwere Schwimmbrückenkompanie 631 wuchs am 1. April 1989 zum nichtaktiven Schwimmbrückenbataillon 670 auf, das in der Dithmarsen-Kaserne nunmehr stationiert war. Am 1. April 1993 erhielt es die neue Bezeichnung als Pionierbrückenbataillon 670 (GerEinh). Am 1. April 1997 verlegte dieser Verband in die Elb-Havel-Kaserne nach Havelberg, wo er am 31. Dezember 2008 außer Dienst gestellt wurde.
Das teilaktive ABC-Abwehrbataillon 110, das am 1. April 1971 in der Karl-von-Müller-Kaserne in Emden zunächst als ABC-Abwehrbataillon 120 aufgestellt und am 1. April 1980 umbenannt worden war, wurde am 1. April 1997 in eine Geräteeinheit umgegliedert und nach Albersdorf in die Dithmarsen-Kaserne verlegt. Hier erfolgte die Auflösung zum 30. Juni 2007.
Die am 1. Oktober 1993 in der Karl-von-Müller-Kaserne in Emden aufgestellte Technische Spezialkompanie 200 wurde zum 1. April 1997 in die Spezialpionierkompanie 200 umgegliedert und nach Albersdorf verlegt. Zum 30. Juni 2003 wurde sie aufgelöst und ging in dem am 1. Juli 2003 in der Julius-Leber-Kaserne in Husum gebildeten Spezialpionierbataillon 164 auf.
Zur medizinischen Versorgung war in der Dithmarsen-Kaserne der Sanitätsbereich 11/7 vom 1. Juli 1972 bis zum 31. März 1998 mit Material ausgestattet. Die Zahnstation H018/4 bestand vom 1. Februar 1967 bis zum 30. September 1972. Sie wurde am 1. Oktober 1972 zur Zahnstation (Terr) H 114, aus der die Zahnarztgruppe 104/2 am 1. April 1981 entstand. Diese Gruppe wurde zum 31. Dezember 1998 aufgelöst. In der Kaserne war die Standortfernmeldeanlage 120/313 eingerichtet. Ab 1. April 1981 war der Kasernenfeldwebel mit Standortaufgaben Albersdorf hier stationiert, der am 1. Oktober 1994 zum Standortfeldwebel Albersdorf wurde. Dieser Dienstposten bestand bis 31. März 1999. Des Weiteren war auf dem Standortübungsplatz Riese/Gut Riese vom 1. April 1975 bis 30. Juni 1995 die Übungsschießanlage Fliegerabwehr aller Truppen 112/4 eingerichtet.

### Aufgabe der Kaserne
Mit dem Stationierungskonzept 2004 fiel die Entscheidung gegen die Dithmarsen-Kaserne als Bundeswehrstandort. Die Kaserne wurde zum 31. Dezember 2007 vollständig durch die Bundeswehr aufgegeben.

## Konversion

### Entwicklungsgutachten, Bauleitplanung und Verkauf
Nachdem die Schließung der Kaserne 2004 bekanntgegeben worden war, beauftragte die Gemeinde Albersdorf eine Planergruppe mit der Erstellung eines Entwicklungsgutachtens unter Beteiligung der Öffentlichkeit, dessen Ergebnisse am 18. September 2007 der Gemeindevertretung vorgestellt wurden. Vorgeschlagen wurde ein gewerblicher Schwerpunkt, für den sich der westliche und nördliche Kasernenbereich eigne. Im ehemaligen Stabs- und Unterkunftsbereich im Herzen der Dithmarsen-Kaserne empfahl das Gutachten Büronutzungen und die Ansiedlung von Dienstleistungsbetrieben. Im Osten und Südosten des Areals sollten Sport-, Freizeit- und Erholungsangebote entstehen. Ergänzend waren Grün- und Freiflächen vorgesehen. Ein zusätzlich erstellter Masterplan sah stärkere Eingriffe in die vorhandene Bausubstanz vor. Ein Investor, der bereits in Verhandlungen mit der Bundesanstalt für Immobilienaufgaben stand, wurde in die Verfahren einbezogen.
Am 18. März 2008 wurde der Aufstellungsbeschluss für die 9. Änderung des Flächennutzungsplans der Gemeinde Albersdorf zur Umwandlung der Kasernenflächen von einem Sondergebiet Bund zu anderen Baugebieten beschlossen. Zugleich wurde entschieden, parallel den Bebauungsplan Nr. 26 "Dithmarsen Park I" für den nordwestlichen Kasernenbereich aufzustellen.
Am 26. April 2008 erfolgte die Übergabe des Kasernenareals durch die Bundesanstalt für Immobilienaufgaben an die neuen Eigentümer, die die Verwaltung und Verwertung der Immobilie als "DithmarsenPark" vollständig übernahmen.
Am 20. Mai 2008 folgte der Aufstellungsbeschluss der Gemeindevertretung für den Bebauungsplan Nr. 27 für die zentral, südlich und östlich gelegenen Gebiete der ehemaligen Kaserne.
Am 22. Juli 2008 wurde die 9. Änderung des Flächennutzungsplans durch die Gemeindevertretung von Albersdorf beschlossen. Sie sah eine weitgehende Erhaltung der Bausubstanz vor. Das Kasernengelände wurde in Gewerbegebiete mit 15,81 Hektar, Büro und Dienstleistung mit 4,29 Hektar, ein Sondergebiet Sport, Freizeit, Erholung mit 4,12 Hektar, einer Versorgungsfläche für die Versorgungszentrale mit 0,49 Hektar, einer Entsorgungsfläche für das Regenrückhaltebecken mit 0,93 Hektar, einer Grünfläche für den Sportplatz mit 1,88 Hektar, einer Parkanlage mit 4,92 Hektar, Wald mit 1,61 Hektar und einer Ausgleichsfläche mit 0,92 Hektar unterteilt. Auf dieser Grundlage wurden der Bebauungsplan Nr. 26 am 23. September 2008 und der Bebauungsplan Nr. 27 am 26. Mai 2009 erlassen.

### Umsetzung
Die Verwertung der Flächen schritt zügig voran. Es befinden sich Gewerbebetriebe, wie Handels-, Logistik- und Bauunternehmen, eine Tankstelle, eine Fahrschule, Ingenieurbüros, ein Motel, eine Sportschule und ein -verein, Gastronomie, Polizei sowie eine Kindertagesstätte auf dem Areal.
Die Flüchtlingskrise in Europa 2015 führte auch in Schleswig-Holstein zur Aufnahme zehntausender Menschen. Deshalb wurden im Gewerbepark im August 2015 einige ehemalige Unterkunftsgebäude zu einer Erstaufnahmeeinrichtung für Flüchtlinge umgenutzt. Dies sollte zunächst nur kurzfristig bis Mitte September 2015 erfolgen. Die Gemeindeversammlung entschied sich jedoch für eine unbefristete Verlängerung. Doch aufgrund deutlich gesunkener Flüchtlingszahlen entschied sich das Land 2016 zur Schließung der Einrichtung zum Jahresende.
Der Traditionsverein des Feldartilleriebataillons 61 unterhält eine Sammlung zur Geschichte des Standortes und seiner Einheiten in Räumen der ehemaligen Kaserne.